# Трайко Кюрчанов
Трайко Стоянов Кюрчанов (или Кирчанов) е български революционер, деец на Вътрешната македоно-одринска революционна организация.

## Биография
Кюрчанов е роден в 1872 година в град Дойран, тогава в Османската империя. Влиза във ВМОРО. Първоначално е четник, а по-късно войвода в родното си Дойранско до Младотурската революция в 1908 година.
При избухването на Балканската война в 1912 година е доброволец в Македоно-одринското опълчение и се сражава в 4 рота на 13 кукушка дружина. Загива през Междусъюзническата война на Султан тепе в Осогово в сражение със сръбски части.